# Сипко, Юрий Кириллович
Ю́рий Кири́ллович Сипко́ (род. 28 февраля 1952, Тара, Омская область, СССР) — советский и российский религиозный деятель, пастор, с 20 марта 2002 года до 25 марта 2010 года являлся председателем Российского союза евангельских христиан-баптистов, с 2005 по 2010 год — вице-президент Всемирного баптистского альянса.

## Биография
Родился 28 февраля 1952 года в городе Тара Омской области четвёртым ребёнком в семье пресвитера Церкви евангельских христиан-баптистов г. Тары Кирилла Александровича Сипко (1925—2002) и его супруги Марии Ивановны Гурко (род. Ленинград, СССР).
В 16 лет поступил в Омский строительный техникум, где учился на строителя. Через четыре года, после его окончания, был призван в армию и проходил службу во Внутренних войсках в посёлке Табага Якутской АССР, где занимался строительством охранной системы местного лагеря. После демобилизации поселился там же вместе с женой и детьми, работая на местном лесокомбинате.
В 1978 году вместе с семьёй вернулся в Омск и принял крещение в баптистской церкви. В 1981—1983 годах учился на Заочных библейских курсах ВСЕХБ. В 1984 году рукоположён на диаконское, а в 1985 году — на пресвитерское служение. С 1987 году Сипко — старший пресвитер по Омской и Тюменской областям. В 1993 году был избран заместителем председателя Российского союза евангельских христиан-баптистов и вместе с семьёй переехал в Москву. 20 марта 2002 года Сипко был избран на пост председателя Российского союза евангельских христиан-баптистов, на котором находился два срока. 25 марта 2010 года во время 33 съезда РС ЕХБ в соответствии с Уставом союза сложил свои полномочия.
Автор книги «Глас вопиющего» (2013).
8 августа 2023 против него возбудили уголовное дело о «фейках» про российскую армию.

## Награды
- Почётный доктор Санкт-Петербургского христианского университета[4]

## Семья
Женат, имеет 11 детей и 12 внуков.
Жена
Валентина Павловна Сипко
Сын
Серге́й Ю́рьевич Сипко́ (род. 1 ноября 1974 года, пос. Табага, Якутская АССР, СССР) — российский религиозный деятель.
Окончил среднюю школу. Проходил службу в Вооружённых Силах РФ. В 1999 году окончил Московскую богословскую семинарию евангельских христиан-баптистов. В 2000 году стал основателем и директором Западно-Сибирского библейского колледжа в г. Омске. В 2001 году стал пресвитером Центральной церкви евангельских христиан-баптистов г. Омска. В 2002 году совместно с пресвитером И. Г. Макаренко основал Церковь евангельских христиан-баптистов «Пробуждение». В 2002—2006 годах учился в Омском государственном педагогическом университете, который окончил по специальности «педагогика и психология». В 2005 году стал старшим пресвитером Объединения церквей евангельских христиан-баптистов Омской области. В 2007 году поступил в Российскую академию государственной службы при Президенте Российской Федерации (кафедра государственно-конфессиональных отношений). В 2014—2018 годах — первый заместитель председателя Российского союза евангельских христиан-баптистов. Главный редактор журнала «Христианское слово». Жена — Евгения Валерьевна Клименко. Дети — дочери Александра (род. 2000) и Алиса (род. 2012), и сыновья Арсений (род. 2004) и Юрий (род. 2007).
Старший брат
Алекса́ндр Кири́ллович Сипко́ (род. 25 мая 1950, Тара, Омская область, СССР) — советский, российский и американский религиозный деятель.
Третий ребёнок. Учился в Омском медицинском институте (не окончил). Проходил срочную службу в Вооружённых Силах СССР. В 1971 году принял крещение в баптистской церкви г. Алма-Аты. Здесь же в 1972 году женился на «сестре по вере» Ольге Хивренко. В 1973 году стал секретарём Совета при старшем пресвитере по Киргизской ССР. С 1976 года — дьякон, декабря 1980 по сентябрь 1993 года — пресвитер Церкви евангельских христиан-баптистов г. Фрунзе. Учился на Заочных библейских курсах ВСЕХБ. В 1993 году вместе со своей семьёй эмигрировал в США, где с 1995 года является пресвитером в Славянской церкви евангельских христиан-баптистов «На горе» в г. Спокан (штат Вашингтон) и почётным редактором и постоянным автором издаваемого ей журнала «Голос Истины». Председатель Северо-Западного объединения славянских церквей Северной Америки. В Международной теологической семинарии получил бакалавра богословия, а в 2009 году магистра богословия. Имеет пятерых детей (три сына и две дочери) и двенадцать внуков.
Младший брат
Ви́ктор Кири́ллович Сипко́ — советский и российский религиозный деятель.
Седьмой ребёнок. Принял крещение в 1978 году. Нёс служение в хоре и был регентом. В 1993 году стал пресвитером, в 1994 году — старшим пресвитером по Омской области, а с 2000 года — заместитель председателя Союза евангельских христиан-баптистов по Сибири. В настоящее время — старший пресвитер по Ленинградской области и по Северо-Западному федеральному округу. Жена — Вильма (в браке с 1983 года), бухгалтер. Имеет шесть детей и восемь внуков. Старшая дочь — Лина, живёт в Омске и занимается музыкальным служением, а её муж — Владимир, является проповедником, проводит занятия с молодёжью и студентами. Другие дочери — Анна (была студенткой факультета кино-видео-фото творчества) и Регина. Сыновья — Александр (был студентом университета культуры и искусств), Кирилл (живёт в Германии) и Виктор.
Отец

Кирилл Александрович Сипко

Кири́лл Алекса́ндрович Сипко́ (15 февраля 1925, Тарский уезд, Омская область, СССР — 2 июля 2002, Россия) — советский и российский религиозный деятель.
Родился в православной семье. В 1946 году женился на Марии Ивановне Гурко, вместе с которой принял крещение в баптистской общине г. Тары, где в дальнейшем более двадцати лет (до 1977 года) являлся служителем и пресвитером. В 1961 году был осуждён на пять лет ссылки в Иркутске. В 1977 году вместе с семьёй переселился в Омск, где стал нести пасторское служение в местной баптистской общине. В 1980-х годах способствовал возвращению баптистам здания дома молитвы, в котором с 1935 года располагалось отделение милиции. Позднее служил старшим пресвитером Омской и Тюменской областей. Отец двенадцати детей (семь сыновей и пять дочерей).